# Puhovo (Serbia)
Puhovo (cyr. Пухово) – wieś w Serbii, w okręgu morawickim, w gminie Lučani. W 2011 roku liczyła 618 mieszkańców.